# Ninh Hòa, Hoa Lư
Ninh Hòa là một xã thuộc thành phố Hoa Lư, tỉnh Ninh Bình, Việt Nam.

## Địa lý
Xã Ninh Hòa cách trung tâm thành phố Hoa Lư 6 km, có vị trí địa lý:
- Phía đông giáp các phường Ninh Khánh, Ninh Mỹ và xã Ninh Nhất
- Phía tây giáp xã Trường Yên
- Phía nam giáp xã Ninh Nhất
- Phía bắc giáp phường Ninh Giang và xã Trường Yên.

Xã Ninh Hòa có diện tích là 8,03 km², dân số năm 2023 là 7.006 người, mật độ dân số đạt 872 người/km².
Xã nằm trên Quốc lộ 38B và tuyến đường tránh thành phố Ninh Bình (Quốc lộ 1 mới). Quần thể danh thắng Tràng An có một phần diện tích nằm trên xã.

## Hành chính
Xã Ninh Hòa được chia thành 8 thôn: Ngô Hạ, Thanh Hạ, Ngô Thượng, Thanh Thượng, Quán Vinh, Áng Ngũ, Đại Áng, Áng Sơn.

## Lịch sử
Ngày 27 tháng 12 năm 1975, Quốc hội ban hành Nghị quyết về việc thành lập tỉnh Hà Nam Ninh trên cơ sở tỉnh Ninh Bình và tỉnh Nam Hà. Khi đó, xã Ninh Hòa thuộc huyện Gia Khánh, tỉnh Hà Nam Ninh.
Ngày 27 tháng 4 năm 1977, Hội đồng Chính phủ ban hành Quyết định số 125-CP về việc thành lập huyện Hoa Lư trên cơ sở hợp nhất huyện Gia Khánh và thị xã Ninh Bình. Khi đó, xã Ninh Hòa thuộc huyện Hoa Lư mới thành lập.
Ngày 26 tháng 12 năm 1991, Quốc hội ban hành Nghị quyết về việc chia tỉnh Hà Nam Ninh thành tỉnh Nam Hà và tỉnh Ninh Bình. Khi đó, xã Ninh Hòa thuộc huyện Hoa Lư, tỉnh Ninh Bình.
Ngày 10 tháng 12 năm 2024, Ủy ban Thường vụ Quốc hội ban hành Nghị quyết số 1318/NQ-UBTVQH15 về việc sắp xếp đơn vị hành chính cấp huyện, cấp xã của tỉnh Ninh Bình giai đoạn 2023 – 2025 (nghị quyết có hiệu lực từ ngày 1 tháng 1 năm 2025). Theo đó, thành lập thành phố Hoa Lư thuộc tỉnh Ninh Bình trên cơ sở thành phố Ninh Bình và huyện Hoa Lư. Xã Ninh Hòa trực thuộc thành phố Hoa Lư.

## Văn hóa
Ninh Hòa thuộc không gian văn hóa Hoa Lư tứ trấn nên có nhiều di tích thuộc quần thể di tích Cố đô Hoa Lư và những phong tục văn hóa lâu đời. Tính đến năm 2010, Ninh Hòa có 2 di tích cấp quốc gia là:
- Chùa động Hoa Sơn: là động chùa nằm trong quần thể di tích Cố đô Hoa Lư, tương truyền là nơi nuôi ấu chúa thời Đinh.
- Đình Ngô Khê Thượng: thờ Nguyễn Bặc vị tướng thời Đinh Tiên Hoàng và thần Quý Minh – vị thần trấn nam Cố đô Hoa Lư – được thờ nhiều ở các di tích Hoa Lư tứ trấn.

Các di tích khác chưa được xếp hạng như chùa Quán Vinh thờ 2 công chúa con Đinh Tiên Hoàng và đền Hành Khiển.
Ninh Hòa ở giáp ranh phía ngoài biên Cố đô Hoa Lư nên có nhiều di tích và địa danh lịch sử. Quèn ổi tương truyền là cửa ngõ 
của kinh đô Hoa Lư. Áng Ngũ là một trạm kiểm soát trước khi vào kinh đô. Đền Hành Khiển hay phủ thành Thành Hoàng thờ tả Bộc xạ Hành Khiển Quang Lộc đại vương, tương truyền là ông tướng trấn giữ ở đây. Đình Áng Ngữ thờ Nguyễn Bặc. Động Hoa Sơn tương truyền là nơi nuôi ấu chúa. Làng Áng ngữ có một số cánh đồng mang địa danh lịch sử như Mã Giêng (bến tắm ngựa), Mã Trạch (chuồng ngựa), Mã Cỏ (bãi cỏ cho ngựa ăn), Mã Hồ (hồ tắm cho ngựa), các thôn Thanh Khê, Ngô Khê tương truyền là nơi đặt hành dinh của Nguyễn Bặc. Thôn Quán Vinh cũng có một số trạm của kinh đô Hoa Lư. Đường vào Hoa Lư gọi là đường Thiên Ngự, chùa Quán Vinh gọi là chùa Thiên Ngự với ý nghóa là vua Đinh thường "ngự" ở đây. Động Thiên Tôn, núi Thuyền Rồng, núi Côn Lĩnh như một bức tường thành thiên nhiên án ngữ phía ngoài, hai bên đường Tiến Yết, tương truyền là tiền đồn của kinh đô Hoa Lư.